# The JOJOLands
The JOJOLands (ザ・ジョジョランズ, Za JoJoranzu) est la neuvième partie du manga JoJo's Bizarre Adventure, écrit et dessiné par Hirohiko Araki. Annoncée le 19 août 2021 dans le numéro de septembre 2021 du magazine Ultra Jump, elle est prépubliée depuis le 17 février 2023 dans le numéro de mars 2023 du magazine. La version française est publiée par Delcourt/Tonkam depuis avril 2024.

## Synopsis
En 2023 (dans la même timeline que la partie 7 Steel Ball Run et la partie 8 JoJolion), à Hawaï, Jodio Joestar, lycéen de 15 ans, a pour rêve de devenir un jour extrêmement riche. Accompagné de son grand frère Dragona et d'un homme nommé Paco Laburantes, il fait également partie d'un petit gang de dealers dirigé par Meryl Mai Qi, la directrice du lycée qu'il fréquente. Cette dernière leur présente un nouvel équipier, un toxicomane nommé Usagi Aloha'oe et leur assigne une nouvelle mission : voler un diamant de grande valeur à un touriste japonais...

## Personnages
Jodio Joestar (ジョディオ・ジョースター, Jodio Jōsutā)
- Nom du Stand : November Rain

Jodio Joestar est un jeune homme de 15 ans vivant à Hawaii. Il est scolarisé au lycée McKinley d'Honolulu mais ne fréquente ce lycée uniquement pour son activité de vendeur de drogue, activité qu'il pratique depuis l'âge de 11 ans. Taciturne, méfiant et intrépide, il croit en l'existence de "mécanismes" qui seraient des forces invisibles basées sur la confiance et qui lui permettraient d'accéder à la richesse, son objectif ultime. Il serait atteint d'un trouble de la personnalité antisociale. Souvent accompagné de son frère Dragona, il est très protecteur envers lui.
Son Stand November Rain a une tête robotique et quatre longues pattes fines. Il peut générer des gouttes de pluie si lourdes qu'elle peuvent immobiliser leur cible et lui occasionner des dégâts.
Jodio est l'arrière-arrière-petit-fils de Johnny Joestar, l'un des deux protagonistes de Steel Ball Run et le cousin de Yoshikage Kira, l'un des deux individus formant Jōsuke Higashikata, le personnage principal de JoJolion.
Le prénom de Jodio semble être une référence aux prénoms habituels de la lignée Joestar (Jonathan, Jōji (George), Joseph, Jōtarō, Joruno (Giorno), Jōsuke, Jolyne, Johnny) et celui de leur ennemi héréditaire Dio Brando. De par son style, sa personnalité, son activité de délinquant et ses liens avec à la fois les Joestar et Dio, il pourrait être l'équivalent de Giorno Giovanna post-reboot.
Dragona Joestar (ドラゴナ・ジョースター, Doragona Jōsutā)
- Nom du Stand : Smooth Operators (Un hommage à Sex Pistols (de Golden Wind) et Diver Down (de Stone Ocean))

Dragona Joestar est un jeune homme de 18 ans et le grand-frère de Jodio. Androgyne, il ressemble à s'y méprendre à une femme, porte des vêtements féminins et semble se considérer comme une femme bien que Jodio le présente comme son grand-frère. Dragona travaille dans la boutique de mode Iko Iko dirigée par Meryl May Qi qui est également sa patronne au sein d'un gang dont Jodio est également membre. Les deux frères sont souvent ensemble et s'apprécient beaucoup. Lorsque Dragona se fait agresser sexuellement par un policier, Jodio n'hésite pas une seconde à utiliser son Stand pour lui venir en aide.
Son Stand Smooth Operators est composé de plusieurs petits êtres mécaniques montés sur des chenilles. Ils peuvent modifier toute chose en la saisissant et en la remodelant. Ainsi, ils peuvent modifier des objets comme une plaque d'immatriculation ou un permis de conduire mais également le visage d'une personne comme lorsqu'il déplace les yeux d'un policier pour l'empêcher de viser avec son arme.
Un hommage à Hermes Costello de Stone Ocean.
Paco Laburantes (パコ・ラブランテス, Pako Raburantesu)
- Nom du Stand : THE Hustle

Paco Laburantes, bien qu'âgé de 19 ans, est un lycéen qui fréquente le même établissement que Jodio. Et tout comme lui, il fait partie du gang de Meryl May Qi. Partenaire de Jodio lors des trafics, Paco est également un voleur invétéré. Il est reconnaissable par les taches sous ses yeux et par son oreille gauche que son père a moitié arrachée.
Son Stand The Hustle permet à Paco de subtiliser, d'accrocher et de stocker des objets via ses muscles.
Son prénom fait référence à Paco Rabanne.
Meryl May Qi (メリル・メイ・チー, Meriru Mei Chī)
Meryl May Qi est une femme imposante âgée de 49 ans qui dirige plusieurs structures : le lycée McKinley, la boutique de mode Iko Iko et un gang pratiquant le trafic de drogue, le vol ou encore le blanchiment d'argent. Elle est très respectée dans ces trois domaines. C'est elle qui envoie Jodio, Dragona, Paco et leur nouvel acolyte Usagi voler un diamant très rare afin de le revendre au marché noir.
Un hommage à Polpo de Golden Wind.
Usagi Aloha'oe (ウサギ・アロハオエ, Usagi Arohaoe)
- Nom du Stand : THE MATTEKUDASAI

Usagi Aloha'oe est un lycéen de 17 ans qui fréquente le même lycée que Jodio. Excentrique et roublard, c'est un client de Jodio et Paco, ce pourquoi ces derniers ne semblent pas enclins à l'accueillir dans leur groupe mais Meryl May Qi leur répond qu'il n'est pas un toxicomane et a confiance en lui. Usagi va donc accompagner Jodio, Dragona et Paco dans leur mission de vol de diamants.
Son Stand The Matte Kudasai est un petit oiseau mécanique qui peut se transformer en toute chose. Cependant, il ne peut réagir qu'aux souhaits d'une autre personne que son manieur. Ainsi, à la suite de la demande de Dragona de vouloir une caméra, le Stand se transforme en caméra de surveillance après avoir été en contact avec une caméra réelle de la villa et produira un enregistrement différent de la vraie pour brouiller les pistes.
Son prénom signifie "lapin" en japonais tandis que son nom est une chanson de Liliʻuokalani, la dernière reine d'Hawaii.
Barbara Ann Joestar (バーバラ・アン・ジョースター, Bābara An Jōsutā)
Barbara Ann Joestar est la mère de Dragona et Jodio. Elle travaille dans une boutique hors taxes d'un aéroport, elle est très appréciée dans son quartier et tous les habitants aiment lui rendre service. Originaire d'Atlantic City, elle est la fille de Joseph Joestar dit Fumi et Suzie Q, la sœur d'Holy Joestar-Kira et l'arrière-petite-fille de Johnny Joestar.
Rohan Kishibe (岸辺 露伴, Kishibe Rohan)
- Nom du Stand : Heaven's Door

Rohan Kishibe est un mangaka de renom qui passe 12 jours de vacances à Hawaii. Il est propriétaire d'un diamant de grande valeur que Meryl May Qi souhaite voler et revendre au marché noir.
Il s'agit d'une référence à un personnage phare de Diamond Is Unbreakable qui représente également une sorte de double de l'auteur Hirohiko Araki.
Tout comme sa version alternative dans la quatrième partie, il possède le Stand Heaven's Door qui transmute les gens en livre.
Charming Man (チャーミング・マン, Chairmingu Man)
- Nom du Stand : Bigmouth Strikes Again

Charming Man est un homme de 21 ans, recherchant son petit frère qui fit absobé par un tube de lave à Hualālai. Il fait son entrée dans l'histoire en tant qu'antagoniste se faisant passer pour Paco en se déguisant qui attaque le groupe, cherchant à récupèrer la pierre de lave. Il rejoint plus tard le groupe de Jodio, visant à obtenir les droits de l'entreprise HOWLER. Le nom de son Stand est Bigmouth Strikes Again, il semble avoir la capacité de contrôler sa peau sableuse en petites particules qu'il déplace à volonté afin de tromper la perspective de sa cible (se fondre dans le paysage, paraître plus loin, plus près, etc). Il peut également utiliser les particules de sable afin de se déguiser, et cacher des armes sous la couche de sable, comme un couteau. Le sable se dissipe comme de la poussière lorsque Charming Man retire son déguisement.
Son nom est une réference à un album de The Smiths, This Charming Man.

### Antagonistes
Wild Cat Size (ワイルド・キャット・サイズ, Wairudo Kyatto Saizu)
- Nom du Stand : Cat Size (Un hommage à Beach Boy de Golden Wind)

Wild Cat Size est un trio composé de trois chats errants qui rôdent autour de la résidence vacancière de Rohan Kishibe. Les trois chats partagent le Stand Cat Size, qui leur permet de produire des fils - ou des cables - à partir de leur poils qui se serrent ou se renferment automatiquement sur tout ce qu'ils enroulent. En utilisant son Stand, Charming Man déguise des pommes de terre en leur têtes dans un sac en guise d'avertissement pour Jodio.
Un hommage à Tama de Diamond Is Unbreakable.

#### Howler Company
Acca Howler (アッカ・ハウラー, Akka Haurā)
Lulu (ルル, Ruru)
- Nom du Stand : Bags Groove

Bobby Jean (ボビー・ジーン, Bobī Jīn)
- Nom du Stand : Glory Days

Key West (キー・ウエスト, Kī Uesuto)
Laem Chabang (レムチャバン, Remu Chaban)
Ningbo (ニンボー, Ninbō)

### Personnages non-nommés
Policiers : un duo de policiers qui contrôlent Dragona pour un excès de vitesse. Alors que l'un d'eux attouche sexuellement Dragona, Jodio utilise son Stand contre eux. Ils le retrouveront ensuite, bien décidés à lui faire payer mais subiront encore une fois le pouvoir de November Rain .
Policière : une jeune femme qui se présente comme une étudiante ayant besoin de produits dopants en vue d'un examen. Jodio pense qu'il s'agit d'une policière mais elle le rassure en disant qu'elle est bel et bien étudiante et que de toute façon, le mensonge est strictement interdit dans la police. Mordant à l'hameçon, Jodio empoche l'argent et Paco lui indique l'emplacement d'un sachet de cocaïne. Devant ce flagrant délit, la jeune femme révèle être une policière et reçoit l'aide des deux agents vaincus par les frères Joestar auparavant. Cependant, Jodio vainc les policiers avec November Rain qui détruit également le pochon afin d'effacer toute preuve.

## Liste des volumes
| no | Japonais         | Japonais          | Français          | Français          |
| no | Date de sortie   | ISBN              | Date de sortie    | ISBN              |
| --- | ---------------- | ----------------- | ----------------- | ----------------- |
| 1 (132) | 18 août 2023     | 978-4-08-883606-5 | 24 avril 2024     | 978-2-413-08421-1 |
| Départ Couverture : Jodio Joestar Dos : Jodio JoestarListe des chapitres : - #001 - Départ - #002 - South King Street - #003–004 - La villa à Hawaii (parties 1–2) |                  |                   |                   |                   |
| 2 (133) | 19 décembre 2023 | 978-4-08-883765-9 | 10 juillet 2024   | 978-2-413-08530-0 |
| Élève-toi ! Couverture : Jodio Joestar, Dragona Joestar Dos : Jodio Joestar, Dragona JoestarListe des chapitres : - #005 - Élève-toi ! - #006–008 - Hualālai - Cat Size (parties 1–3) |                  |                   |                   |                   |
| 3 (134) | 18 avril 2024    | 978-4-08-884038-3 | 25 septembre 2024 | 978-2-413-08531-7 |
| S'Enrichir Couverture : Jodio Joestar, Dragona Joestar, Paco Laburantes, Usagi Aloha'oe Dos : Usagi Aloha'oeListe des chapitres : - #009–011 - Kailua-Kona - En attendant le vol retour (parties 1–3) - #012 - Charming Man                                                                              |                  |                   |                   |                   |
| 4 (135) | 19 août 2024     | 978-4-08-884157-1 | 22 janvier 2025   | 978-2-413-08810-3 |
| Les Frères Joestar Couverture : Jodio Joestar, Dragona Joestar, Paco Laburantes, Usagi Aloha'oe, Charming Man Dos : Usagi Aloha'oe, Paco LaburantesListe des chapitres : - #013 - Les Frères Joestar - #014–015 - Un coup à 50 milliards de dollars (parties 1–2) - #016 - Lulu et Bags Groove, partie 1 |                  |                   |                   |                   |
| 5 (136) | 18 décembre 2024 | 978-4-08-884298-1 | 16 avril 2025     | 978-2-413-08915-5 |
| L'Acte de Propriété Couverture : Jodio Joestar, Dragona Joestar, Paco Laburantes, Usagi Aloha'oe, Charming Man Dos : Paco Laburantes, Charming ManListe des chapitres : - #017 - Lulu et Bags Groove, partie 2 - #018–020 - Bobby Jean et Lulu (parties 1–3)                                             |                  |                   |                   |                   |
| 6 (137) | 17 juillet 2025  | 978-4-08-884476-3 | 17 septembre 2025 | 978-2-413-08916-2 |

### Shueisha BOOKS
1. 1 2  Tome 1
2. 1 2  Tome 2
3. 1 2  Tome 3
4. 1 2  Tome 4
5. 1 2  Tome 5
6. 1 2  Tome 6

### Éditions Delcourt Tonkam
1. 1 2  Tome 1
2. 1 2  Tome 2
3. 1 2  Tome 3
4. 1 2  Tome 4
5. 1 2  Tome 5
6. 1 2  Tome 6